# Anabarhynchus umbratilis
Anabarhynchus umbratilis är en tvåvingeart som beskrevs av White 1915. Anabarhynchus umbratilis ingår i släktet Anabarhynchus och familjen stilettflugor. Inga underarter finns listade i Catalogue of Life.